# Jens Bogner
Pour les articles homonymes, voir Bogner.
Jens Bogner, né le 6 juin 1970 à Marbach am Neckar, est un chanteur allemand.

## Biographie
Dès l'école maternelle, il apprend le piano et joue dans une troupe de théâtre. Enfant et adolescent, il est un fan de Howard Carpendale. Sa première apparition à la télévision est une participation à un jeu animé par Rudi Carrell consistant en un quiz musical. Il y fait une imitation musicale du chanteur sud-africain.
Il fait une formation de graveur. Puis il obtient un rôle dans la série télévisée Matchball, dans laquelle joue Carpendale, mais ne veut pas une carrière d'acteur. En 1996, Bogner obtient un contrat d'enregistrement et apparaît dans des émissions de la ZDF.
En 1996 et 1997, il participe au Grand Prix der Volksmusik et en 1999 au Deutsche Schlager-Festspiele.

## Discographie
Albums
- 1996 - So fängt es an
- 1998 - Du passt genau in meine Träume
- 2000 - Alles neu
- 2003 - Alles was Du willst
- 2003 - Heut´hier und jetzt
- 2006 - Liebe bleibt Liebe
- 2008 - Immer noch ich
- 2011 - Zwei Mal Zwanzig
- 2013 - Was will man mehr

## Source de la traduction
- (de) Cet article est partiellement ou en totalité issu de l’article de Wikipédia en allemand intitulé « Jens Bogner » (voir la liste des auteurs).